# مستان
مستان (به ترکی آذربایجانی: Mistan) یک منطقهٔ مسکونی در جمهوری آذربایجان است که در شهرستان لریک واقع شده‌است. مستان ۴۳۰ نفر جمعیت دارد.